# Microsoft Foto Suite
Microsoft Foto Suite Edition ist eine Grafiksoftware für Einsteiger und Hobbyfotografen. Das Bildbearbeitungsprogramm sollte eine Möglichkeit offerieren, unkompliziert Grafiken mit Bildbearbeitungstechniken zu verändern. Entwicklung und Vermarktung wurden eingestellt. Die Foto Suite war Nachfolger von Picture It!, womit auch Vektorgrafik bearbeitet werden konnte. Die Homepublishing-Funktionen (Erstellen z. B. von Grußkarten, Serienbriefen etc.) wurden für diese Versionen entfernt und auf die reine Fotobearbeitung beschränkt.
Dazu standen zwei Anwendungen zur Verfügung:
- Das Bildbearbeitungsprogramm zum Bearbeiten von Grafiken
- Eine kleinere Bilddatenbank, die vorhandene Bilder in Miniaturansicht anzeigt und bei deren Organisation hilft

Microsoft Foto war in drei Editionen erhältlich:
- Microsoft Foto 2006 Standard Edition
- Microsoft Foto 2006 Suite Edition
- Microsoft Foto 2006 Suite Edition Plus, enthält Pinnacle Studio 10.5

Der Hersteller hat das Produkt früher auch als Bestandteil der Microsoft Works Suite unter dem Namen Picture It! vertrieben, dort hat es Foto 2006 Standard Edition abgelöst. Es gab auch die Programmversion Digital Image. Die Einzelprogramme wurden als Standard- oder Premiumversion angeboten, sowie als Foto Designer Pro Plus.
Seit Juni 2007 bietet Microsoft die Software nicht mehr an, da deren Funktionen als Teil anderer Produkte erhältlich sind, unter anderem als Bestandteil des Betriebssystems Windows Vista.